# Метаксас, Иоаннис
Иоа́ннис Метакса́с (греч. Ιωάννης Μεταξάς; 12 апреля 1871 — 29 января 1941) — греческий генерал, премьер-министр (фактически диктатор) Греции с 1936 года до своей смерти в 1941 году.
Основоположник крайне авторитарного националистического «режима 4-го августа» и идеологии метаксизма.

## Биография
Родился 12 апреля 1871 года в аристократической семье на Итаке.
Получил военное образование в Греческой военной академии, в которой учился в 1885—1890 годах. Военную карьеру начал с участия в боевых действиях против турок в 1897 году в Фессалийской кампании. Продолжил обучение в Германии, в Прусской военной академии. Вернувшись, участвовал в процессе модернизации греческой армии в период перед Балканскими войнами (1912—1913), в которых он принял активное участие. В 1913 году назначен начальником Генерального штаба.

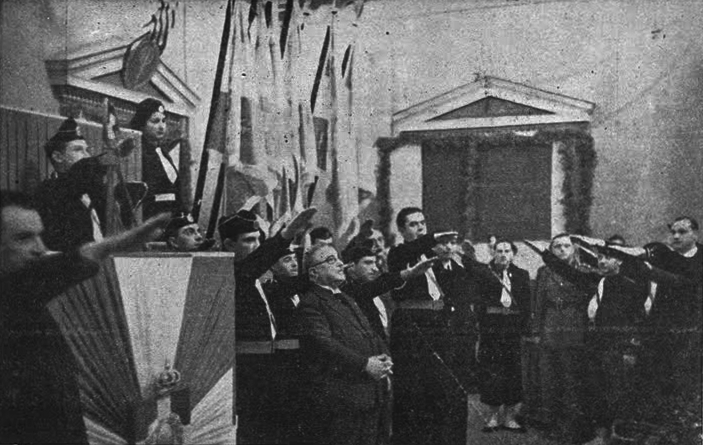
Молодые члены греческой национальной молодёжной организации на встрече с Иоаннисом Метаксасом

Убеждённый монархист и сторонник сохранения нейтралитета, Метаксас находился в весьма напряжённых отношениях с известным греческим республиканцем Э. Венизелосом, ориентировавшимся на Антанту. После прихода Венизелоса (при поддержке Антанты) к власти в 1917 году Метаксас вместе с королём отправился в изгнание на Корсику, откуда он бежал на Сардинию, позже он оказался вместе со своей семьёй в Сиене (Италия).
Когда после плебисцита в 1935 году монархия была восстановлена, на выборах большое количество голосов получили левые, в том числе и коммунисты. Опасаясь подъёма левого движения, король назначил Метаксаса временным премьер-министром «вплоть до разрешения политического кризиса». В 1936 году распустил парламент. Проводил политику либерализации (ввод 8-часового рабочего дня, повышение закупочных цен на сельскохозяйственную продукцию и др.), однако, несмотря на это, симпатии к левым среди населения продолжали расти, хотя и без активной оппозиции Метаксасу.
Во внешней политике Метаксас, с одной стороны, симпатизировал Германии и Италии (его режим не имел при этом ничего общего с фашистской идеологией, так как был основан на сугубо греческой концепции Великой идеи, переосмысленной как построение третьей греческой цивилизации, без территориальных претензий к соседям), с другой — понимал, что Германия и Италия в складывающейся ситуации объективно являются противниками Греции. По этой причине Метаксас проводил достаточно пробританскую политику. Под его руководством на границах Греции со стороны Болгарии был сооружен оборонительный вал («линия Метаксаса»). Несмотря на то, что он пытался придерживаться нейтралитета, вынужден был вступить в оборонительную войну после ультимативных требований Муссолини в октябре 1940 года.
На рассвете (4:00) 28 октября 1940 года после споров в немецком посольстве в Афинах итальянским послом в Греции Эммануэле Грацци Метаксасу было предъявлено ультимативное требование позволить итальянским войскам войти на территорию страны и занять «стратегические позиции» (порты, аэродромы и пр.), в случае же отказа, Греции была бы объявлена война со стороны Италии. Но Метаксас на каждое требование Муссолини твердо ответил «όχι» (нет).
В своих мемуарах, выпущенных в 1945 году, Грацци вспоминал о том, как передавал ультиматум Метаксасу:

«Господин премьер-министр, я имею распоряжение передать вам это сообщение» — и вручил ему документ. Я наблюдал за волнением по его глазам и рукам. Твёрдым голосом, глядя мне в глаза, Метаксас сказал мне: «Это война». Я ответил, что этого можно было бы избежать. Он ответил: «Да». Я добавил: «если генерал Папагос…», но Метаксас прервал меня и сказал: «Нет». Я ушёл, преисполненный глубочайшего восхищения перед этим старцем, который предпочёл жертвы подчинению.

Узнав об итальянском ультиматуме, утром 28 октября греческое население, независимо от политиков, вышло на улицы, скандируя «Охи» (греч. 'Οχι, с греч. — «Нет»). День полного достоинства ответа Метаксаса сейчас в Греции и греческой диаспоре является национальным праздником: днём Охи.
Греки разгромили вторгшиеся из Албании итальянские войска и даже частично отвоевали Албанию у итальянцев, в связи с чем Муссолини вынужден был запросить помощь у Гитлера.
В начале 1941 года англичане предложили Метаксасу послать свои силы на фронт Эпира. Метаксас запросил 10 дивизий и соответствующие силы авиации. Англичане предложили только 2 дивизии с небольшой поддержкой авиации. Метаксас, рассмотрев британское предложение, счёл его опасной ловушкой, полагая, что англичане в действительности не собираются расширять греческий плацдарм и лишь провоцируют Германию этим небольшим контингентом, отвлекая немецкие силы от других фронтов.
Придя к выводу, что при таком соотношении сил, Греция в случае германского вторжения ничего не выиграет от британской помощи, а лишь станет героической жертвой геополитической игры великих держав, Метаксас ответил: «Лучше не присылайте нам ничего. Единственное чего вы добьётесь в этом случае, это спровоцировать нападение немцев.». Дальнейшие события полностью подтвердили этот вывод.
Метаксас скончался под Афинами от глоточной флегмоны 29 января 1941 года. После его смерти в Греции ходили подозрения, что он был отравлен или подвергнут неправильному лечению англичанами. Его преемником стал Александрос Коризис, который принял помощь британцев, в ответ на что в Грецию вторглись немцы, быстро разгромившие греческую армию и оккупировавшие страну до 1944 года.

## Память
В современной Греции отношение к Метаксасу довольно двойственное. С одной стороны, его считают идейным предшественником военной диктатуры «чёрных полковников», с другой — его уважают за патриотизм, политику социального государства, рост боеспособности греческой армии, военные победы над итальянскими захватчиками.
До установления в Греции военной хунты 1967—1974 годов почти всеми политическими силами Метаксас считался патриотом и лидером войны против Италии. Во время военной хунты, за исключением небольшого числа сторонников его режима (а именно запрещенной сейчас организации «4 августа») и нескольких членов правительства, никаких крупных проектов в честь Метаксаса реализовано не было. Несколько бюстов Метаксаса были выставлены в небольших городках и на периферии Афин, в основном по инициативе местных жителей. Идея установки статуи Метаксаса в центре Афин не была принята греческим правительством, вместо этого глава военной хунты Георгиос Пападопулос предпочел идентифицировать себя с Элефтериосом Венизелосом, торжественно открыв в Афинах большую статую последнего. В последние годы военной хунты некоторые мелкие местные чиновники режима, разочарованные шагами по либерализации, запланированными Пападопулосом, установили бюсты Метаксаса в некоторых городах, главным образом чтобы досадить Пападопулосу. Тем временем, во время и вскоре после диктатуры, была построена воображаемая идеологическая связь между хунтой 1967 года, режимом Метаксаса и фашизмом с помощью книг и произведений искусства, таких, как книги Спироса Линардатоса от режиме "4 августа" (1965 и 1966) и фильм «Дни '36» Тео Ангелопулоса. Эта концепция была принята антидиктаторской борьбой и оказала глубокое влияние на последующее историческое производство. Группа сопротивления взорвала бюст Метаксаса в пригороде Пирея в 1972 году. Эта концепция стала широко распространенной после 1974 года.
В современную эпоху, в XXI веке, Метаксаса превозносит только партия «Золотая заря», считая его режим идеальным для Греции.